# 黃子涵
黃子涵（2000年3月24日—）為臺灣女子籃球運動員，場上位置為中鋒，出身乙組建國國中，高中前往乙組壽山高中就讀，大學透過獨招考進國立臺灣師範大學，2020年轉戰WSBL賽場。

## 外部連結
- 黃子涵在Eurobasket.com（球員）（英语）